# Kalliojoki (vattendrag i Norra Österbotten)
Kalliojoki är ett vattendrag i Finland.   Det ligger i landskapet Norra Österbotten, i den nordöstra delen av landet, 700 km norr om huvudstaden Helsingfors.